# 秋田文庫
秋田文庫（あきたぶんこ）は、秋田書店が発行している文庫である。

## 概要
もともとは、1976年7月から秋田漫画文庫として刊行開始され、同社の『プレイコミック』・『週刊少年チャンピオン』などに掲載されていた作品やサンデーコミックスにて刊行された作品の文庫化からはじまったレーベルである。その後、1980年代中盤にいったん消滅した後、1993年7月に秋田文庫として再スタートした。
創刊当初より手塚治虫や石ノ森章太郎、藤子不二雄A、水野英子をはじめとするトキワ荘漫画家や横山光輝、松本零士、楳図かずおなど、主に秋田書店が権利をもつ巨匠漫画家作品を主力としていた。一方で『週刊少年チャンピオン』の看板作家だった水島新司や高橋葉介、立原あゆみ、『月刊プリンセス』の看板作家だったあしべゆうほ、細川智栄子、青池保子、中山星香、『ミステリーボニータ』の看板作家だった市東亮子、『フォアミセス』の看板作家だった上原きみ子などの作品を積極的に文庫化し、広い読者層を掘り起こそうともしていた。また、赤川次郎やアーサー・コナン・ドイル、星新一、光瀬龍など主に『サスペリアミステリー』と『ミステリーボニータ』、『週刊少年チャンピオン』に掲載された小説のコミカライズ作品も開拓した。
1993年に刊行された第1回配本作品『ブラック・ジャック』（手塚治虫）全12巻は、刊行から1年程で650万部を突破した。この大ヒットにより「第二次漫画文庫ブーム」の火付け役となった（ちなみに「第一次漫画文庫ブーム」は1976年に刊行開始した小学館文庫のヒットによって始まった）。

## 主な作品
- ブラック・ジャック、どろろ、W3、マグマ大使、海のトリトン、キャプテンKen、ザ・クレーター、空気の底など（手塚治虫）
- サイボーグ009、リュウの道、原始少年リュウ、人造人間キカイダー、幻魔大戦、怪人同盟、変身忍者 嵐、イナズマンなど（石ノ森章太郎）
- 幻魔大戦（原作：平井和正、作画：石ノ森章太郎）
- シャドウ商会変奇郎（藤子不二雄A）
- ファイヤー!（水野英子）
- バビル2世、伊賀の影丸、マーズ、サンダー大王、その名は101など（横山光輝）
- 宇宙海賊キャプテンハーロック、宇宙戦艦ヤマト、惑星ロボ ダンガードA、トラジマのミーめ、潜水艦スーパー99など（松本零士）
- おろち、恐怖（楳図かずお）
- 恐怖新聞、亡霊学級、学園七不思議（つのだじろう）
- ドカベン、大甲子園、男どアホウ甲子園（水島新司）
- 学校怪談（高橋葉介）
- 本気!（立原あゆみ）
- 浦安鉄筋家族（浜岡賢次）
- プラレス3四郎（原作：牛次郎、作画：神矢みのる）
- 魔界都市ハンター（原作：菊地秀行、作画：細馬信一）
- わが指のオーケストラ（山本おさむ）
- 750ライダー（石井いさみ）
- がきデカ（山上たつひこ）
- マカロニほうれん荘、ドラネコロック（鴨川つばめ）
- ロン先生の虫眼鏡（原作：光瀬龍、作画：加藤唯史）
- 百億の昼と千億の夜（原作：光瀬龍、作画：萩尾望都）
- アメリカン・パイ、モザイク・ラセン（萩尾望都）
- 戦場ロマン・シリーズ、QUEEN1313（新谷かおる）
- 柳生秘帖・風の抄（原作：古山寛、作画：谷口ジロー）
- 悪魔の花嫁（原作：池田悦子、作画：あしべゆうほ）
- ダークサイド・ブルース（原作：菊地秀行、作画：あしべゆうほ）
- クリスタル☆ドラゴン（あしべゆうほ）
- 王家の紋章（細川智栄子）
- エロイカより愛をこめて、アルカサル-王城-、七つの海七つの空、エル・アルコン-鷹-、魔弾の射手、サラディンの日（青池保子）
- 妖精国の騎士、花冠の竜の国、はるかなる光の国へ、空の迷宮、アンリ・ランディの銀の鳥など（中山星香）
- やじきた学園道中記、BUD BOY、夢の夢など（市東亮子）
- メタモルフォシス伝、神かくし、甕のぞきの色など（山岸凉子）
- アンジェリク（原作：セルジュ・ゴロン&アン・ゴロン、作画：木原敏江）
- 純金の童話、天まであがれ!、エメラルドの海賊、花草紙、花の名の姫君、王子さまがいいの!、ダイヤモンド・ゴジラーン、銀河荘なの!、銀晶水など（木原敏江）
- 白木蓮抄、四季つづり、フェネラ、カルキのくる日、夢ゆり育て、アナスタシアとおとなり（花郁悠紀子）
- 恐怖の復活（和田慎二）
- 悪魔の黙示録、9番目のムサシ（髙橋美由紀）
- アリーズ（冬木るりか）
- 魔天道ソナタ（天城小百合）
- 変幻退魔夜行 カルラ舞う!（永久保貴一）
- 放課後保健室（水城せとな）
- ゆず（須藤真澄）
- いのちの器（上原きみ子）
- 緋の稜線（佐伯かよの）
- SWAN、青春キック・オフ!、アプローズ -喝采-（有吉京子）
- ダーク・エンジェル（風間宏子）
- 光とともに…（戸部けいこ）
- cocoon（今日マチ子）